# بيكس تايلور-كلاوس
بيكس تايلور-كلاوس هو ممثل أمريكي ولد في 12 أغسطس 1994.]

## روابط خارجية
- بيكس تايلور-كلاوس على موقع IMDb (الإنجليزية)
- بيكس تايلور-كلاوس على موقع ألو سيني (الفرنسية)
- بيكس تايلور-كلاوس على موقع أول موفي (الإنجليزية)
- بيكس تايلور-كلاوس على موقع قاعدة بيانات الفيلم (الإنجليزية)
- بيكس تايلور-كلاوس على موقع كينوبويسك (الروسية)